# Почовеліште
Почовеліште (рум. Pocioveliște) — село у повіті Біхор в Румунії. Входить до складу комуни Курецеле.
Село розташоване на відстані 379 км на північний захід від Бухареста, 57 км на південний схід від Ораді, 88 км на захід від Клуж-Напоки, 140 км на північний схід від Тімішоари.

## Населення
За даними перепису населення 2002 року у селі проживали 390 осіб, з них 388 осіб (99,5%) румунів. Рідною мовою 388 осіб (99,5%) назвали румунську.